# Haley Bennett
Haley Bennett (sinh ngày 7 tháng 1 năm 1988 tại Naples, Florida) là một ca sĩ và diễn viên nữ người Mỹ. Tên khai sinh của Haley Bennett là Haley Keeling. Bennett học trung học tại trường Trung học Stow-Munroe Falls ở Stow, Ohio và sau đó học âm nhạc và diễn xuất khi là học sinh của trường Trung học Barron Collier. Hè năm 2005, Bennett và mẹ chuyển đến Los Angeles, California để thúc đẩy sự nghiệp ca hát và diễn xuất của mình.
Năm 2007, Bennett từng đóng vai Cora Corman - một ca sĩ nhạc pop - trong bộ phim lãng mạn Music and Lyrics (2 diễn viên chính của phim là Hugh Grant và Drew Barrymore). Bennett đã thể hiện vài bài hát trong bộ phim này gồm "Buddha's Delight" và "Way Back into Love".
Tháng 2 năm 2007, tạp chí GQ đã đăng vài bức hình của Bennett.
Cùng năm, Bennett ký hợp đồng với 550 Music/NuSound Records và bắt đầu làm album đầu tiên với sự giúp đỡ của ca sĩ/nhà soạn nhạc Shaley Scott.